# Music is My Life (福原美穂のアルバム)
『Music is my Life』（ミュージック・イズ・マイ・ライフ）は、福原美穂の2枚目のアルバムである。2010年6月16日に発売された。

## 概要
- 前作から約1年半ぶりとなるアルバム。
- 自らの音楽をもっと追求してみたいという福原の意向により制作されたアルバム。本作の制作にあたり、バンド編成の生演奏による楽曲作りに重点が置かれている。
- 初回生産限定盤はミュージック・ビデオを収録したDVDが付く。
- アルバム発売当日より、収録曲のうち「RISING LIKE A FLAME」「Baby Baby（feat. Laura Izibor）」「LET IT OUT」の3曲が全米で配信リリースされた。

## 収録曲

### CD
1. RISING LIKE A FLAME　(4:14)
Written by ZETTON/DEE ADAM/ERIC WOOLFSON/ALAN PERSONS
全英語詞。アラン・パーソンズ・プロジェクトの「Some Other Time」をサンプリングしたナンバー。ZETTONが手がけたもともと打ち込みによるR&B仕立てだったトラックを、本作のコンセプトに合わせ生バンドで演奏し直した。
2. HANABI SKY　(4:07)
作詞：福原美穂　作曲：福原美穂、山口寛雄　編曲：山口寛雄
5thシングル。夏フェスをイメージして制作され、1stツアーを終えてすぐに伊豆で合宿レコーディングが行われた。本作中、当初からバンドサウンドを志向して制作された楽曲のひとつ。
3. 未来 −ミライ−　(4:19)
作詞：福原美穂　作曲：福原美穂、山口寛雄　編曲：亀田誠治
大塚製薬「SOYJOY」CMソング（本人出演）
8thシングル。「もしかして」との両A面シングルだった。東京事変のベーシストであり、音楽プロデューサーの亀田誠治を招いた。こちらも当初からバンドサウンドを志向して制作された。
4. LET IT OUT -album version-　(4:18)
作詞：福原美穂　作曲：福原美穂、山口寛雄　編曲：安原兵衛
毎日放送・TBS系列アニメ「鋼の錬金術師 FULLMETAL ALCHEMIST」エンディングテーマ
6thシングル。シングルではロック色の強いトラックであったが、本作収録にあたりエレキギターをすべてカットして柔らかい印象に仕上げたアルバムバージョンとなっている。
5. もしかして　(4:19)
作詞：福原美穂　作曲：福原美穂、KEN for 2 SOUL MUSIC Inc.　編曲：KEN for 2 SOUL MUSIC Inc.
フジテレビ系列「グータンヌーボ」テーマソング
8thシングル。
6. Apologies (feat. sleepy.ab)　(4:58)
作詞：福原美穂、成山剛(sleepy.ab)　作曲：丸谷マナブ　編曲：山内憲介(sleepy.ab)
同じ北海道出身で、インディーズ時代にライヴでも共演したことのある4人組ロックバンド・sleepy.abとのコラボレーションを行ったナンバー。これは数年前から存在していたデモトラックを、福原が彼らとやろうと思い立ち実現したものである。FMラジオ局を中心に北海道で先行独占オンエアされていた。作曲は同じく北海道出身の作家で元sunbrainの丸谷マナブ
7. Cry No More -album version-　(4:28)
作詞：本山清治　作曲：福原美穂、山口寛雄　編曲：皆川真人
東宝配給映画「沈まぬ太陽」エンディングテーマ
7thシングル「なんで泣きたくなっちゃうんだろう」のカップリングに収録された楽曲のアルバムバージョン。全英語詞。冒頭のアカペラ部分がカットされ、もともと福原が制作したオリジナルバージョンでの収録となっている。
8. Baby Baby (feat. Laura Izibor)　(3:14)
Written by Laura Izibor/Noize Trip
アイルランド出身の女性ソウルシンガー・ローラ・イジボアとのコラボレーションナンバー。「Sotsugyou」のレコーディング中に彼女から福原にデモが届き、2010年2月にニューヨークにてレコーディングが行なわれた。
福原とローラは福原が2009年夏にブログで彼女のデビューアルバム「素顔のローラ」を紹介し、彼女の来日時に共演しないかという誘いが福原の元に届き[1]、共演したことにより関係が急接近した。
9. なんで泣きたくなっちゃうんだろう　(3:48)
作詞：福原美穂　作曲：福原美穂、安原兵衛　編曲：安原兵衛
8thシングル。表記はないが、本作の作風に合わせてミックスが変更されている。
10. TOUCH & LOVE　(4:42)
作詞：福原美穂　作曲：福原美穂、KEN for 2 SOUL MUSIC Inc.　編曲：高野勲、KEN for 2 SOUL MUSIC Inc.
2SOULにより制作された打ち込みのデモトラックを生バンドで演奏した楽曲。これが良かったことが、他の2SOUL制作の楽曲を生演奏に差し替えるきっかけとなった。
11. Sotsugyou　(5:32)
作詞：福原美穂　作曲：福原美穂、KEN for 2 SOUL MUSIC Inc.　編曲：高野勲
12. THANK YOU　(4:53)
作詞：福原美穂　作曲：福原美穂、KEN for 2 SOUL MUSIC Inc.　編曲：皆川真人
テレビ東京系ドラマ「ぱじ～ジイジと孫娘の愛情物語～」主題歌
本作のリードトラック。ミュージック・ビデオは、公式サイトにて募集したファンから「ありがとう写真」を集めて制作されたものである。
13. あいのうた　(4:49)
作詞・作曲：福原美穂
初の本人単独の作詞作曲による楽曲。演奏はアコースティックギターのみ。

### DVD
1. HANABI SKY
2. LET IT OUT
3. なんで泣きたくなっちゃうんだろう
4. 未来 -ミライ-
5. Baby Baby（feat. Laura Izibor）

## 演奏
- 福原将宣
  - Acoustic Guitar (#1.9.13)
  - Electric Guitar (#1.9)
- 山口寛雄
  - Bass (#1.2.4.11)
  - Electric Guitar, Programming &l Other Instruments (#2)
- 玉田豊夢：Drums (#1.2.10.11)
- ZETTON：Programming (#1)
- 大坪稔明
  - Horn Arrangement (#1.9)
  - Electric Piano (#9)
- 宮内岳太郎：Trombone (#1.9.10)
- 上石修：Trumpet (#1.9)
- 渡辺ファイヤー：Sax (#1.9)
- 弥吉淳二：Electric Guitar (#2)
- 朝三健一：Electric Guitar (#2)
- 安原兵衛
  - Programming (#2.4.9)
  - Additional Acoustic Guitar (#4)
  - Other Instruments, Horn Arrangement (#9)
- 西川進
  - Electric Guitar (#3.5.12)
  - Acoustic Guitar (#4)
- 亀田誠治：Bass (#3)
- 河村智康：Drums (#3.5.12)
- 皆川真人：Piano (#3.5.7.12)
- 豊田泰孝：Manipulator (#3)
- 中村優規
  - Drums (#4.9)
  - Percussion (#11)
- Wilson Montuori：Electric Guitar (#5)
- 根岸孝旨：Bass (#5.12)
- KEN for 2 SOUL MUSIC：Synthesizer, Programming & Other Instruments (#5)
- 成山剛 (sleepy.ab)：Vocal & Acoustic Guitar (#6)
- 山内憲介 (sleepy.ab)：Guitar (#6)
- 田中秀幸 (sleepy.ab)：Bass (#6)
- 津波秀樹 (sleepy.ab)：Drums (#6)
- 石崎光：Guitar (#7)
- 高間有一：Bass (#7)
- 國分建臣：Drums (#7)
- 岡村美央ストリングス：Strings (#7.12)
- Melvin Lewis：Drum Programming (#8)
- Anthony Tidd：Keyboards, Strings,  Guitar, Bass, Percussion (#8)
- Michael Matthews：Piano, Keyboards (#8)
- 寺内茂：Trumpet (#9)
- 八橋義幸：Electric Guitar (#10.11)
- キタダマキ：Bass (#10)
- 高野勲
  - Organ, Horn Arrangement (#10)
  - Piano, Steel Guitar (#11)
- 首藤晃志：Alto Sax (#10)
- 西岡英朗：Trumpet (#10)